# Nokia Lumia 520
Nokia Lumia 520 – smartfon z serii Lumia produkowany przez fińską firmę Nokia, zaprezentowany w lutym 2013 roku podczas targów Mobile World Congress w Barcelonie jako następca modelu Lumia 510. Działa pod kontrolą systemu operacyjnego Windows Phone 8. Jest to najpopularniejszy telefon z tym OS.

## Specyfikacja

### Aparat
W Lumii 520 zastosowano optykę Nokii z matrycą 1/4 cala o rozmiarze 5 megapikseli, przesłonie f/2.4 wspomaganą przez autofocus. Aparat jest sterowany dwustopniowym spustem migawki, dysponuje również 4 krotnym zbliżeniem cyfrowym. Rozdzielczość wykonanych zdjęć to 2592 na 1936 pikseli. Filmy nagrywane tym telefonem mają jakość 720p (HD). Telefon nie został wyposażony w diodę doświetlającą.

### Wygląd
Telefon wykonano z poliwęglanu, a także hartowanego szkła, pod którym znajduje się ekran. Głośnik słuchawkowy, czujnik zbliżeniowy, czujnik oświetlenia zewnętrznego umieszczono nad wyświetlaczem, a pod nim główny mikrofon. Lewa krawędź obudowy pozbawiona jest jakichkolwiek elementów funkcyjnych. Na prawym boku znajduje się klawisz służący do regulacji głośności, przycisk blokady ekranu (włącznik) i dwustopniowy spust migawki aparatu, a na dole obudowy port micro USB. Gniazdo minijack ulokowano na górnej krawędzi. Z tyłu telefonu zainstalowano aparat cyfrowy oraz głośnik.

### Podzespoły
Urządzenie napędza dwurdzeniowy Qualcomm Snapdragon S4 taktowany zegarem o częstotliwości 1 GHz. Procesor jest wspomagany 512 MB pamięci operacyjnej (RAM). Pamięć dostępna dla użytkownika to około 8 GB oraz bezpłatne 7 GB pamięci w chmurze. Możliwe jest jej rozszerzenie przez kartę mikro SD o pojemności do 64 GB. Ekran zastosowany w tym telefonie ma przekątną 4 cali. Został wykonany w technologii IPS LCD z wykorzystaniem autorskiej funkcji SuperSensitive. Jego rozdzielczość to 480 na 800 pikseli. Smartfon wyposażono w moduły Bluetooth i WiFi. Obsługuje również łączność 3G. Zastosowana bateria litowo-jonowa ma pojemność 1430 mAh.

### Oprogramowanie
Nokia Lumia 520 pracuje pod kontrolą systemu Microsoft Windows Phone 8.1 z dodatkiem Lumia Black. Preinstalowane są programy takie jak: Kalkulator, Zegar, Kalendarz, Budzik, Przypomnienia, Spis telefonów, Zadania, Pokój rodzinny, Kącik dziecięcy, OneNote, Sieci społecznościowe w książce telefonicznej, Portfel. Dodatkowo smartfon wyposażono w podstawowe oprogramowanie biurowe – Excel, Word, PowerPoint i Lync oraz nawigację HERE Maps oraz inne aplikacje wykorzystujące połączenie GPS i rozszerzoną rzeczywistość np. Nokia Miasto w Obiektywie. Dodatek "Lumia Black" umożliwia korzystanie z kilku autorskich rozwiązań Nokii – Glance, Camera, Storyteller czy Beamer. Użytkownik może dodatkowo pobierać aplikacje i gry ze sklepu Windows Phone Store. Dla pracowników firmy Nokia stworzono specjalną aplikację Nokia Army.

## Nokia Lumia 525
Nokia Lumia 525 – smartfon z serii Lumia produkowany przez fińską firmę Nokia, zaprezentowany w listopadzie 2013 roku jako następca modelu Lumia 520. Działa pod kontrolą systemu operacyjnego Windows Phone 8. Od poprzednika odróżnia się dwukrotnie większą pamięcią RAM – 1 GB. Zmianie uległa też gama dostępnych kolorów obudowy – biały, żółty, czerwony i czarny. Pierwszymi rynkami sprzedaży tego smartfona będą Afryka i Azja.